# فانسبرو
فانسبرو (بالسويدية: Vansbro) هي منطقة سكنية تقع في السويد في بلدية فانسبرو. يقدر عدد سكانها بـ 2,026 نسمة ومساحتها 3.31 كم2 .

## أعلام
- غونديه سفان
- بير براندت